# La Montada (Muntanyola)
La Montada és una masia de Muntanyola (Osona) inclosa a l'Inventari del Patrimoni Arquitectònic de Catalunya.

## Descripció
Edifici de tres pisos de planta rectangular amb els murs fets de pedres irregulars i morter, amb carreus ben tallats a les cantonades. La coberta és a doble vessant. Diverses construccions annexes a la façana principal donen un pati tancat de la casa que a principis del segle XXI es troba en mal estat amb murs mig enderrocats.